# Synagoge (Pfeddersheim)

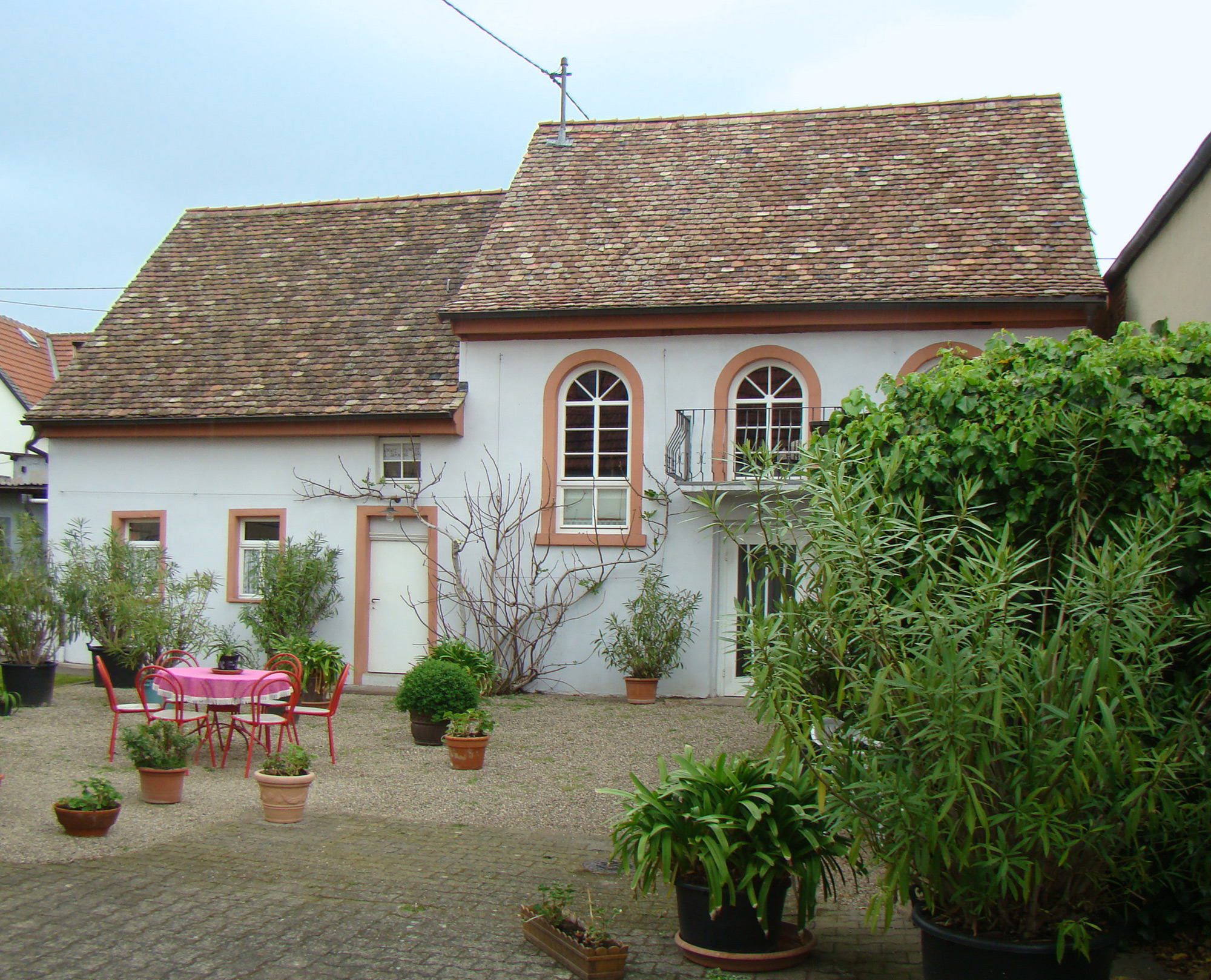
Die ehemalige Synagoge in Worms-Pfeddersheim

Die ehemalige Synagoge im heutigen Wormser Stadtteil Pfeddersheim ist ein denkmalgeschütztes Gebäude und eine der wenigen erhaltenen Synagogen in Rheinhessen.

## Geschichte
1843 wurde die Synagoge von der jüdischen Gemeinde erbaut, bis in die 1920er Jahre gottesdienstlich genutzt und dann verkauft. Anschließend diente es landwirtschaftlichen Zwecken. Heute finden hier Weinproben statt, die von Pfeddersheimer Winzern organisiert werden.

## Gebäude
Das Gebäude hat einen annähernd quadratischen Grundriss. An den Traufseiten befinden sich je drei Fensterachsen mit Rundbogenfenstern. An die westliche Giebelseite war das einfache, einstöckige Lehrerhaus mit Kniestock angebaut, über das der Zugang zur Synagoge erfolge.
Das Innere ist von einer Holztonne überwölbt. Es gab eine Frauenempore. Der Toraschrein befand sich in einer später zugemauerten Nische in der östlichen Wand. Die ursprünglichen Formen des Innenraumes sind auch heute noch zu erkennen.
Die Adresse lautet Kleine Amthofstraße 9.